# Manuel Álvares (missionário)
Manuel Álvares (Torres Novas, 1580 — Serra Leoa, 1617) foi um jesuíta missionário português.
Manuel Álvares como missionário, evangelizou na ilha de Santiago, na Guiné e na Serra Leoa.

## Obra
- Descrição Geográfica da Parte da África Chamada Guiné.